# Michel Fontaine (homme politique)
Pour les articles homonymes, voir Michel Fontaine et Fontaine.
Michel Fontaine, né le 6 mai 1952 à Romans-sur-Isère et mort le 27 mars 2025 à Madagascar, est un homme politique français.
Il est sénateur de La Réunion de 2011 à 2017 et maire de Saint-Pierre de 2001 à 2025. Figure de la droite dans l'île, il y est chef de file de l'Union pour un mouvement populaire (UMP) puis du parti Les Républicains (LR) jusqu'à sa mort.

## Situation personnelle

### Enfance
Michel Fontaine naît le 6 mai 1952 à Romans-sur-Isère (Drôme). Il n'y passe que les premiers mois de sa vie, puisque son père, originaire de La Réunion et qui était en métropole pour y faire ses études de pharmacie, regagne son île natale dès 1953 afin d'y ouvrir une des premières pharmacies du sud de l’île.

### Études et carrière professionnelle
Michel Fontaine obtient son baccalauréat à 16 ans, au lycée Roland-Garros au Tampon, et quitte son île afin de poursuivre ses études de médecine à la faculté de Grenoble jusqu'au doctorat. Il se spécialise en radiologie à la faculté de médecine de Marseille et obtient par la suite un diplôme universitaire d'échographie, de maladies du sein et d'imagerie médico-légale, ainsi qu'un diplôme national d'électro-radiographie.
De retour à La Réunion en 1983, il exerce sa profession de radiologue au sein de la clinique Durieux de Saint-Pierre. Il reprend en association un cabinet de radiologie à Saint-Pierre, avant d'en créer un à Saint-Leu en 1989.

### Condamnation pénale
Michel Fontaine est condamné le 28 juin 2012 par la cour d'appel de La Réunion à quatre mois de prison avec sursis et 10 000 euros d'amende pour détournements de biens et favoritisme dans la passation de marchés publics pour des équipements informatiques de la communauté intercommunale des Villes solidaires (CIVIS). La cour n'assortit pas sa décision d'une peine d'inéligibilité, alors qu'elle avait été requise par l'avocat général lors des débats. En première instance, Michel Fontaine avait été condamné à quatre mois de prison avec sursis et 30 000 euros d'amende.

### Mort
Michel Fontaine meurt le 27 mars 2025, à l'âge de 72 ans, au cours d'un voyage à Madagascar.

## Parcours politique

### Engagement et affiliation
Témoin de l'engagement politique de son père, en particulier à Saint-Pierre, Michel Fontaine s'engage dès ses 17 ans au sein de l'Union des jeunes pour le progrès (UJP) puis du Rassemblement pour la République (RPR). Il est désigné en 1995 comme chargé de mission par les instances nationales afin de remettre la fédération locale en ordre de marche. En 2009, il devient président du comité départemental de l'Union pour un mouvement populaire (UMP), devenue Les Républicains (LR) en 2015.
Co-fondateur d'Objectif Réunion avec Didier Robert en 2008, il quitte le mouvement en 2009. 
Il parraine Laurent Wauquiez pour le congrès des Républicains de 2017, lequel est élu président du parti.

### Mandats locaux
Il figure en troisième position sur la liste d'André-Maurice Pihouée à Saint-Pierre pour les élections municipales de 1989, scrutin remporté par Élie Hoarau (PCR).
En 1993, il est élu au conseil régional de La Réunion sur la liste conduite par Margie Sudre, dont il devient un des vice-présidents.
La liste qu'il conduit à Saint-Pierre lors des élections municipales de 2001 l'emporte dès le premier tour avec 50,6 % des suffrages exprimés, face à Élie Hoarau. Michel Fontaine met ainsi un terme à dix-huit ans de mandat du maire sortant. Il est élu dans la foulée président de la communauté intercommunale des Villes solidaires (CIVIS).
En tant que maire, il est décrit par de nombreux élus comme un « bâtisseur » pour avoir transformé la ville en lançant des zones d'activités et en faisant une cité attractive en termes de qualité de vie. Il se targue d'avoir ramené à Saint-Pierre le départ du Grand Raid, une des plus célèbres courses de montagne du monde, ainsi que l'organisation du festival de musique Sakifo. En revanche, la direction de la droite régionale lui est contestée et conduit à une longue « guerre des chefs », en particulier avec Didier Robert, issu d'une génération plus jeune.
Candidat aux élections législatives de 2007 dans la 4e circonscription de La Réunion, avec Bruno Mamindy-Pajany en qualité de suppléant, il est battu au second tour par Patrick Lebreton avec 41,8 % des suffrages. Il remporte l'élection cantonale partielle du 25 novembre 2007, faisant suite à la démission de Willy Caderby, dans le canton de Saint-Pierre-3, sur un siège renouvelable en mars de l'année suivante.
En 2008, il se représente aux élections municipales, toujours face à Élie Hoarau, et remporte le scrutin au premier tour avec 53,5 % des suffrages exprimés. Il est reconduit à la tête de la CIVIS le 15 avril 2008 en ralliant les voix des élus de gauche de l'intercommunalité.
Face à neuf candidats, il l'emporte de nouveau au premier tour des élections municipales de 2014, avec 57,8 % des suffrages,. L'élection des conseillers communautaires ayant lieu pour la première fois au suffrage universel direct, sa liste obtient 27 sièges au conseil communautaire de la CIVIS, dont il est réélu président le 10 avril 2014.
Élu conseiller régional de La Réunion le 13 décembre 2015 sur la liste conduite par Didier Robert, il démissionne de ce mandat en juin 2016. 
Le 15 mars 2020, au premier tour des élections municipales à Saint-Pierre, sa liste l'emporte avec 57 % des suffrages exprimés face à huit autres listes. En raison de la pandémie de Covid-19, l'installation du conseil municipal, initialement prévue la semaine suivant l'élection, est reportée. Il est réélu maire le 23 mai 2020. Peu après, il est réélu à la tête de la communauté intercommunale des Villes solidaires,.

### Sénateur de La Réunion
Préféré à Jean-Paul Virapoullé pour être tête de liste de l'UMP aux élections sénatoriales de 2011 à La Réunion, il conduit une liste comprenant Jacqueline Farreyrol, Didier Robert, Valérie Aubert, Daniel Gonthier et Sandra Sinimalé. Le 25 septembre 2011, sa liste remporte 36,5 % des suffrages et obtient deux sièges de sénateurs.
Au Sénat, il est de 2011 à 2014 membre de la commission des Affaires sociales, où il suit notamment les questions de santé, ainsi que vice-président de la délégation sénatoriale à l'Outre-mer. Après le renouvellement de 2014, Michel Fontaine est membre de la commission de l'Aménagement du territoire et du Développement durable.

## Décoration
Le 14 avril 2006, Michel Fontaine est fait chevalier de la Légion d'honneur sur proposition de François Baroin, alors ministre de l'Outre-mer, au titre de trente ans de services militaires, d'activités professionnelles, associatives et de fonctions électives.